# خسوس ورا
خسوس ورا (انگلیسی: Jesús Vera؛ زادهٔ ۱۰ سپتامبر ۱۹۸۹) بازیکن فوتبال اهل آرژانتین است.
از باشگاه‌هایی که در آن بازی کرده‌است می‌توان به باشگاه فوتبال گودوی کروز اشاره کرد.